# Old Fashioned Love Song
「Old Fashioned Love Song」は、日本の6人組男性アカペラボーカルグループ、RAG FAIRの8枚目のシングル。

## 概要
2004年、初のシングル。
週間チャート4位を記録。

## 収録曲
1. Old Fashioned Love Song
2. La La Means I Love You